# Crookes
Crookes es un suburbio de la ciudad de Sheffield (Inglaterra), cerca de 2.5 kilómetros (1.5 millas) al oeste del centro de ciudad. Linda con Broomhill al sur, con Walkley y Crookesmoor al este y con campo abierto alrededor del río Rivelin al norte. El nombre del suburbio proviene del viejo nórdico “Krkor” que significa una esquina de la tierra